# Danses d'almées
La Danses d'almées est une œuvre chorale d'Augusta Holmès composée en 1868.

## Contexte historique
Augusta Holmès compose sa Danse d'almées en 1868 sur des paroles de Louis de Lyvron. Elle porte pour incipit « Vous, Almées sans voiles ». C'est une œuvre pour contralto solo, chœur à quatre voix mixtes et accompagnement de piano. La pièce est éditée à Paris l'année de sa composition par L. Parent.